# Salacia talbotii
Salacia talbotii är en benvedsväxtart som beskrevs av E. G.Baker. Salacia talbotii ingår i släktet Salacia och familjen Celastraceae. Inga underarter finns listade.